# Precision Livestock Farming
Precision Livestock Farming ist ein Begriff aus der Landwirtschaft und steht für einen Themenkomplex der Datenverarbeitung und Analyse von tierbezogenen Daten. Diese Daten dienen dabei der Analyse und Optimierung von Tierwohl, Tiergesundheit und dem Management landwirtschaftlicher Nutztiere.

## Ziele
Das Ziel des Precision Livestock Farming ist traditionell die Unterstützung von ökonomischen Zielen in der Tierhaltung. Neben der betriebswirtschaftlichen Optimierung der Tierhaltung spielt besonders die Optimierung im Bereich Tierwohl und Umweltschutz eine große Rolle in der Entwicklung von Anwendungen des Precision Livestock Farmings. Diese fügen sich in die gesellschaftlichen Ansprüche an die tierische Produktion in der Landwirtschaft ein. Ziel ist dabei die Qualität und Sicherheit der Ernährung sicherzustellen, effiziente und nachhaltige Tierernährung zu unterstützen, für die Gesundheit der Tiere zu sorgen und negative Auswirkungen der Tierhaltung auf die Umwelt gering zu halten.
Die gesellschaftlichen und gesetzlichen Anforderungen an die Tierernährung sind komplex und können oftmals nur durch immer größer werdende Betriebe und durch den Einsatz von Maschinen und komplexen IT-Systemen bewerkstelligt werden.

### Ökonomische Tierhaltung
Aufgrund wissenschaftlicher Studien ist der Bedarf eines Tieres für den jeweiligen Lebensabschnitt (Jungtier, …) und die individuellen Anforderungen (Mast, tragend, …) bekannt. Aufgrund dieses Bedarfs lässt sich je nach vorhandenen Rohstoffen eine optimale Ration berechnen, mit der das Tier ausreichend ernährt werden kann. Der Bedarf orientiert sich dabei an den einzelnen Inhaltsstoffwerten – eine Unterschreitung der Bedarfszahlen kann sich negativ auf die Tiergesundheit auswirken, eine Überschreitung ergibt ökonomisch keinen Sinn (ist aber auch nicht schädlich). Das Ziel des Precision Livestock Farming ist es dabei eine ökonomisch sinnvolle Ration bereitzustellen die dem Bedarf des Tieres gerecht wird.

### Qualität und Sicherheit
Zwar spielen ökonomische Faktoren eine wichtige Rolle in der Tierernährung, denn die beteiligten Unternehmen leben von der industriellen Mästung und weiteren Verarbeitung der Tiere. Dennoch dürfen die weiteren Ziele des Precision Livestock Farming nicht außer Acht gelassen werden. So geben der Gesetzgeber bzw. Industrieverbände Qualitätsstandards vor. Auch gesellschaftliche Normen müssen in der Tierernährung eingehalten werden.
Qualität spiegelt sich in den folgenden Faktoren wider:
- Qualität der verwendeten Rohstoffe
- Qualität der Tierhaltung
- Qualität der betrieblichen Prozesse

Ein Beispiel für Probleme mit der Qualität von Futtermitteln ist der (heutzutage oft illegale) Einsatz von Tiermehl.

### Ökologische Tierhaltung
Durch die gezielte Auswahl der zu verfütternden Rohstoffe kann die Umweltbelastung verringert werden. So ist es beispielsweise möglich den Anteil an Stickstoff und Phosphor in den Ausscheidungen von Schweinen durch vorherige Optimierung der Futtermittel zu reduzieren.